# Rio Negrinho (kommun)
Rio Negrinho är en kommun i Brasilien.   Den ligger i delstaten Santa Catarina, i den södra delen av landet, 1 200 km söder om huvudstaden Brasília. Antalet invånare är 39 849.
Följande samhällen finns i Rio Negrinho:
- Rio Negrinho

I omgivningarna runt Rio Negrinho växer i huvudsak städsegrön lövskog. Runt Rio Negrinho är det ganska tätbefolkat, med 54 invånare per kvadratkilometer.